# 949 Hel
949 Hel
949 Hel là một tiểu hành tinh bay quanh Mặt Trời.